# 2024年夏季奥林匹克运动会花样游泳比赛
2024年夏季奥林匹克运动会花样游泳比赛，是2024年夏季奥林匹克运动会的其中一个比赛大项，于2024年8月5日至10日在法国巴黎奥林匹克水上运动中心进行，比赛设双人和团体两个小项。世界水上运动于2022年12月宣布由该届奥运开始，每支队伍可在花样游泳团体小项上最多派出两名男子选手参赛，这是历史上首次允许男子选手参加奥运花样游泳比赛，然而所有队伍最终皆选择只派出女子选手参赛，因此男子选手无缘在该届奥运完成首秀。另外，比赛赛制也有变化，双人小项不再设预赛阶段，团体小项则新增技巧自选环节。

## 参赛资格
世界水上运动计划在花样游泳大项上分配10个团体小项席位和18个双人小项席位，与上届比赛相比，团体席位数保持不变，双人席位数减少4个，参赛总人数也由上届的104人减少至96人。
每个代表团最多可派出8名选手参加该大项，每个小项最多只能派出1支队伍参赛，若代表团获得团体项目的资格，该代表团必须确保参加双人小项的两名选手同时也参加团体小项。选手性别方面，双人小项仅允许女选手参赛，团体小项则是每队可最多派出两名男选手参赛。入选代表团名单的运动员必须在2010年1月1日前出生，且符合奥林匹克宪章及世界水上运动制定的相关规定。
以下是花样游泳项目席位的具体分配情况：
| 資格來源                                                  | 出線資格                    | 出線名額                         | 團體                                   | 雙人                                                                                 | 備註 |
| --------------------------------------------------------- | --------------------------- | -------------------------------- | -------------------------------------- | ------------------------------------------------------------------------------------ | --- |
| 主辦國 · 2017年9月13日 · 秘魯利马                         | 不適用                      | 1個團體參賽名額 1個雙人參賽名額  | 法国                                   | 法国                                                                                 | 若主办国放弃席位，空出的席位将会按2024年世界游泳锦标赛的总排名重新分配。 |
| 2023年歐洲運動會 · 2023年6月21日至7月2日 · 波蘭克拉科夫   | 首名                        | 1個雙人參賽名額                  | 不適用                                 | 奥地利                                                                               | 由于团体小项的欧洲区名额已分配给主办国法国，2023年欧洲运动会仅提供双人小项的参赛名额。 任何空出的席位将会按2024年世界游泳锦标赛的总排名重新分配。                                            |
| 2023年世界游泳錦標賽 · 2023年7月14日至30日 · 日本福冈     | 大洋洲区首名                | 1個團體參賽名額 2個雙人參賽名額  |                                        | · 新西兰                                                                             | 透过此途径获得团体小项席位的代表团同时也会获得双人小项席位。 任何空出的席位将会按2024年世界游泳锦标赛的总排名重新分配。                                                                      |
| 2022年亞洲運動會 · 2023年9月23日至10月8日 · 中国杭州      | 首名                        | 1個團體參賽名額 1個雙人參賽名額  | 中国                                   | 中国 · 日本                                                                          | 透过此途径获得团体小项席位的代表团同时也会获得双人小项席位。 任何空出的席位将会按2024年世界游泳锦标赛的总排名重新分配。                                                                      |
| 2023年泛美運動會 · 2023年10月20日至11月5日 · 智利圣地亚哥 | 首名                        | 1個團體參賽名額 1個雙人參賽名額  | 墨西哥                                 | 墨西哥 · 美国                                                                        | 透过此途径获得团体小项席位的代表团同时也会获得双人小项席位。 任何空出的席位将会按2024年世界游泳锦标赛的总排名重新分配。                                                                      |
| 2024年世界游泳锦标赛 · 2024年2月2日至18日 · 多哈          | 非洲区首名                  | 1個團體參賽名額 1個雙人參賽名額  | 埃及                                   | 埃及                                                                                 | 透过此途径获得团体小项席位的代表团同时也会获得双人小项席位。 任何空出的席位将会按2024年世界游泳锦标赛的总排名重新分配。                                                                      |
| 2024年世界游泳锦标赛 · 2024年2月2日至18日 · 多哈          | 團體項目前5名 雙人項目前3名 | 5個團體參賽名額 11個雙人參賽名額 | 美国 · 西班牙 · 日本 · 意大利 · 加拿大 | 美国 · 西班牙 · 日本 · 意大利 · 加拿大 · 英国 · 荷兰 · 希腊 · 以色列 · 乌克兰 · 韩国 | 若在该赛事对应项目名次靠前的代表团先前已透过其他途径获得参赛席位，则空出席位将按总排名顺延分配。 透过此途径获得团体小项席位的代表团同时也会获得双人小项席位。 任何空出的席位将会按名次递补。 |
| 總數                                                      |                             |                                  | 10                                     | 18                                                                                   | |

## 参赛代表团
以下是参加花样游泳项目的代表团名单：
- （8）
- 奥地利（2）
- 加拿大（8）
- 中国（8）
- 埃及（8）
- 法国（8）
- 英国（2）
- 意大利（8）
- 日本（8）
- 韩国（2）
- 墨西哥（8）
- 荷兰（2）
- 新西兰（2）
- 西班牙（8）
- 乌克兰（2）
- 美国（8）

## 赛程
以下是花样游泳项目的具体赛程安排：
| 日期    | 时间  | 项目         |
| ------- | ----- | ------------ |
| 8月5日  | 19:30 | 团体技术自选 |
| 8月6日  | 19:30 | 团体自由自选 |
| 8月7日  | 19:30 | 团体技巧自选 |
| 8月9日  | 19:30 | 双人技术自选 |
| 8月10日 | 19:30 | 双人自由自选 |

## 奖牌榜
| 排名                | 代表团              | 金牌 | 銀牌 | 銅牌 | 总计 |
| ------------------- | ------------------- | ---- | ---- | ---- | ---- |
| 1                   | 中国（CHN）         | 2    | 0    | 0    | 2    |
| 2                   | 英国（GBR）         | 0    | 1    | 0    | 1    |
| 2                   | 美国（USA）         | 0    | 1    | 0    | 1    |
| 4                   | 西班牙（ESP）       | 0    | 0    | 1    | 1    |
| 4                   | 荷兰（NED）         | 0    | 0    | 1    | 1    |
| 总计（共5个代表团） | 总计（共5个代表团） | 2    | 2    | 2    | 6    |

## 奖牌得主
| 项目              | 金牌                                                                            | 银牌 | 铜牌 |
| 女子双人 （詳細） | 中国（CHN） · 王芊懿 · 王柳懿                                                   | 英国（GBR） · 凯特·肖特曼 · 伊莎贝尔·索普                                                                                             | 荷兰（NED） · 布雷赫耶·德布劳沃 · 诺尔切·德布劳沃 |
| 团体 （詳細）     | 中国（CHN） · 常昊 · 冯雨 · 王赐月 · 王柳懿 · 王芊懿 · 向玢璇 · 肖雁宁 · 张雅怡 | 美国（USA） · 阿妮塔·阿尔瓦雷斯 · 热姆·恰尔科夫斯基 · 惠·菲尔德 · 基安娜·亨特 · 奥德丽·权 · 杰克琳·刘 · 丹妮拉·拉米雷斯 · 露比·雷马蒂 | 西班牙（ESP） · 梅丽特克塞尔·费雷 · 玛丽娜·加西亚·波洛 · 莉洛·路易斯·巴莱特 · 梅丽特克塞尔·马斯 · 阿莉萨·奥若吉娜 · 葆拉·拉米雷斯 · 伊丽丝·蒂奥 · 布兰卡·托莱达诺 |